# 长序杨
长序杨（学名：Populus pseudoglauca）为杨柳科杨属的植物，是中国的特有植物。分布于中国大陆的西藏等地，生长于海拔2,100米至2,700米的地区，多生在山坡，目前尚未由人工引种栽培。